# Holiday (singel Madonny)
Holiday – utwór muzyczny amerykańskiej piosenkarki popowej Madonny, pochodzący z jej debiutanckiego albumu studyjnego Madonna z 1983 roku. 7 września 1983 roku został wydany przez wytwórnię Sire Records na trzecim promującym go singlu. Piosenka stała się pierwszym hitem piosenkarki, który przyniósł jej światowy rozgłos. Utwór jest do tej pory jednym z najczęściej granych przez stacje radiowe hitów Madonny. Sama piosenkarka nie kryje sympatii do tego utworu, wykonując go niemal na każdej trasie koncertowej.

## Notowania
| Terytorium        | Notowanie                  | Pozycja |
| ----------------- | -------------------------- | ------- |
| Stany Zjednoczone | Billboard Hot 100          | 16      |
| Stany Zjednoczone | Hot Dance Music/Club Play  | 1       |
| Stany Zjednoczone | Hot R&B Singles and tracks | 25      |
| Stany Zjednoczone | UK Singles                 | 2       |
| Australia         | nieznana                   | 4       |
| Belgia            | nieznana                   | 6       |
| Kanada            | nieznana                   | 32      |
| Francja           | nieznana                   | 37      |
| Niemcy            | nieznana                   | 9       |
| Irlandia          | nieznana                   | 2       |
| Włochy            | nieznana                   | 22      |
| Nowa Zelandia     | nieznana                   | 7       |
| Szwecja           | nieznana                   | 20      |
| Szwajcaria        | nieznana                   | 18      |